# 739
739（七百三十九、ななひゃくさんじゅうきゅう）は自然数、また整数において、738の次で740の前の数である。

## 性質
- 739は131番目の素数である。1つ前は733、次は743。
  - 約数の和は740。
- 32番目のスーパー素数である。1つ前は709、次は773。
- 26番目の右切り捨て可能素数である。1つ前は733、次は797。
- 10進数表記において桁を逆に並べても素数となる24番目のエマープである。 1つ前は733、次は743。
- 63番目の 3n + 1 型の素数であり、この類の素数は x2 + 3y2 と表せるが、739 = 82 + 3 × 152 である。1つ前は733、次は751。
- 36番目の 8n + 3 型の素数であり、この類の素数は x2 + 2y2 と表せるが、739 = 172 + 2 × 152 である。1つ前は691、次は787。
- 73…39 の形の最小の素数である。次は733339。ただし挟まれた数は無くてもいいとすると最小は79。(オンライン整数列大辞典の数列 A101138)
- 末尾の2桁が39の4番目の素数である。1つ前は439、次は839。(オンライン整数列大辞典の数列 A268858)
- 1/739 は循環節の長さ246の循環小数である。
  - 逆数が循環小数になる数で循環節が246になる2番目の数である。1つ前は581、次は1079。
- 各位の和が19になる22番目の数である。1つ前は694、次は748。
  - 各位の和が19になる数で6番目の素数である。1つ前は577、次は757。(オンライン整数列大辞典の数列 A106759)
- 739 = 12 + 32 + 272 = 32 + 172 + 212 = 152 + 152 + 172
  - 3つの平方数の和3通りで表せる108番目の数である。1つ前は733、次は740。(オンライン整数列大辞典の数列 A025323)
  - 739 = 12 + 32 + 272 = 32 + 172 + 212
    - 異なる3つの平方数の和2通りで表せる142番目の数である。1つ前は730、次は742。(オンライン整数列大辞典の数列 A025340)
- 739 = 13 + 13 + 23 + 93
  - 4つの正の数の立方数の和で表せる200番目の数である。1つ前は737、次は740。(オンライン整数列大辞典の数列 A003327)
- 739 = 93 + 9 + 1
  - n = 9 のときの n3 + n + 1 の値とみたとき1つ前は521、次は1011。(オンライン整数列大辞典の数列 A071568)
    - n3 + n + 1 の形の7番目の素数である。1つ前は521、次は1741。(オンライン整数列大辞典の数列 A095692)

  - 739 = 36 + 10
    - 3n + 10 の形の5番目の素数である。1つ前は37、次は6571。(オンライン整数列大辞典の数列 A102907)

## その他 739 に関連すること
- フジテレビONEの前身はフジテレビ739である。
- フライング・タイガー・ライン739便失踪事故
- ネブラスカ (USS Nebraska, SSBN-739) は、アメリカ海軍のオハイオ級原子力潜水艦。